# سرطان خون
سرطان خون یا لوسمی (به فرانسوی: Leucémie) گروهی از انواع سرطان است که معمولاً از مغز استخوان شروع می‌شود و باعث شکل‌گیری تعداد زیادی گلبول سفید غیرطبیعی می‌گردد. این گلبول‌های سفید خونی به صورت کامل تشکیل نشده‌اند و به آن‌ها بلاست یا سلول‌های لوکمی یا سرطان خون گفته می‌شود. نشانه‌های این بیماری شامل مشکلات خون‌ریزی و کبودشدگی، احساس خستگی شدید، تب و خطر افزایش عفونت می‌شود. این نشانه‌ها به دلیل نبودِ سلول‌های خونی طبیعی ایجاد می‌شوند. تشخیص این بیماری با استفاده از آزمایش خون و بیوپسی مغز استخوان صورت می‌گیرد.
در حالی که عامل اصلی و واقعی بیماری سرطان خون ناشناخته است؛ اما دانشمندان و پزشکان سرطان و انکولوژی بر این باورند که ترکیبی از عوامل ژنتیکی و محیطی در این بیماری نقش دارند. عوامل خطر شامل مواردی همچون سیگار کشیدن، پرتوهای یونیزان، برخی مواد شیمیایی (از قبیل بنزن)، سابقهٔ شیمی‌درمانی و نشانگان داون می‌شود. افرادی که در خانوادهٔ خود سابقهٔ بیماری سرطان خون را داشته‌اند، بیشتر در خطر ابتلا به سرطان خون قرار دارند.
استفاده از حشره‌کش‌های خانگی احتمال ابتلای کودکان به سرطان خون را ۴۷ درصد و لنفوم را ۴۳ درصد افزایش می‌دهند. مطالعات محققان مدرسهٔ بهداشت عمومی بوستون آمریکا نشان می‌دهد که تأثیر مخرب آفت‌کش‌ها بر بدن کودکان بیشتر از بزرگسالان است؛ زیرا دستگاه ایمنی کودکان هنوز به‌طور کامل رشد نکرده‌است و نمی‌تواند سم‌زدایی کند.
از نظر سرعت رشد و پیشرفت آن، سرطان خون به لوسمی حاد (رشد سریع) یا مزمن (رشد کند) طبقه‌بندی می شود. سرطان خون حاد به سرعت در حال پیشرفت است و منجر به تجمع سلول های خونی نابالغ و بدون عملکرد در مغز استخوان می شود. با این نوع سرطان خون، سلول ها در مغز استخوان تولید شده و تجمع می یابند و باعث کاهش توانایی مغز در تولید سلول‌های خونی سالم به اندازهٔ کافی می شوند. سرطان خون مزمن با سرعت کمتری پیشرفت می کند و منجر به تجمع گلبول های سفید خون نسبتاً بالغ، اما همچنان غیرطبیعی می شود.
چهار نوع اصلی سرطان خون: لوسمی حاد لنفوئیدی (ALL)، لوسمی حاد میلوئیدی (AML)، لوسمی مزمن لنفوئیدی (CLL) و لوسمی مزمن میلوئیدی (CML). همچنین انواع دیگری هم هستند که رواج کمتری دارند. سرطان خون بخشی از یک گروه وسیع‌تر به نام نئوپلاسم است که شامل خون، مغز استخوان و سیستم لنفوئیدی می‌شود که به تومورهای بافت‌های خون‌ساز و لنفوئیدی معروف هستند.
درمان این بیماری شامل ترکیب‌هایی از روش‌های شیمی‌درمانی، پرتودرمانی، درمان هدفمند، پیوند مغز استخوان و همچنین مراقبت تسکینی می‌شود.  انواع خاص بیماری سرطان خون با انتظار هوشیارانه درمان می‌شود. خون یا فرآورده پلاکتی و همچنین کلینیک درد ممکن است مورد نیاز باشد. این امکان وجود دارد که مراقبت تسکینی «با» یا «بدون» تلاش برای کنترل بیماری لازم باشد. موفقیت در درمان به نوع سرطان خون و سن شخص بستگی دارد. نتیجهٔ درمان در کشورهای توسعه‌یافته بهبود یافته‌است. میانگینمیزان بقای پنج‌ساله در ایالات متحده ۵۷٪ است. در کودکان کمتر از پانزده سال، میزان بقای پنج‌ساله بیش از ۶۰٪ تا ۸۵٪ است که این امر به نوع سرطان خون بستگی دارد و در مردان و زنان بالغ بین ۴۰‎٪ تا ۵۰‎٪ است. در افرادی که دچار لوسمی حاد هستند و پس از پنج سال از سرطان رهایی می‌یابند، امکان بازگشت سرطان نامحتمل است.
در سال ۲۰۱۲ سرطان خون در ۳۵۲ هزار نفر در سراسر دنیا ایجاد شد و از این میان باعث مرگ ۲۶۵ هزار نفر گردید. این بیماری معمول‌ترین نوع سرطان در میان کودکان است که سه چهارم موارد سرطان خون در کودکان اتفاق می‌افتد و همگی از نوع لوسمی لنفوبلاستی حاد (ALL) است. اما تقریباً ۹۰٪ انواع سرطان خون در بزرگسالان تشخیص داده می‌شود که انواع لوسمی حاد میلوئیدی (AML) و لوسمی لنفوسیتی مزمن (CLL) معمول‌ترین انواع در بزرگسالان هستند. این بیماری در کشورهای توسعه‌یافته بیشتر اتفاق می‌افتد.

## نشانه‌ها
نشانه‌های نمادین لوکمی موارد زیر هستند: اختلالات خونی که با رنگ‌پریدگی و سستی یا خستگی مشخص می‌شود، کبودی پوست، تهوع، لثه‌های متورم و خونین در دوره‌های مختلف، تب خفیف (۳۸.۵ درجهٔ سانتی‌گراد). گره‌های لنفاوی متورم (با این‌که گره‌ها نه دردناک و نه قرمز هستند). درد استخوان، خونریزی شدید پی‌درپی از بینی به صورت رقیق همراه با لخته‌های نرم متعاقب آن، سرگیجه و کاهش تدریجی وزن.
علائم عمدهٔ سرطان خون عبارت‌اند از:
درد استخوان: سلول‌های بدخیم در مغز استخوان ساخته می‌شوند، بنابراین درد خفیف تا شدید در استخوان‌ها می‌تواند نشانه‌ای از لوکمی باشد.
ورم گره‌های لنفاوی: گردن، زیر بغل، کشالهٔ ران و مناطق دیگر بدن را جهت پیدا کردن ورم قابل توجه، اما بدون درد گره‌های لنفاوی بررسی می‌شود. برای این گره‌ها در طول یک عفونت ، طبیعی است که متورم شوند، اما باقی ماندن در این حالت یا رشد روز به روز می‌تواند نشانهٔ لوسمی یا لنفوم باشد.
خونریزی غیرمعمول: خونریزی غیرعادی از بینی، لثه، روده، ریه یا حتی سر ممکن است نشانهٔ کمبود پلاکت و مشکلات لخته شدن خون و نوع حاد سرطان خون باشد.
بثورات پوستی: لوسمی پوست یا بثورات، ناشی از سندروم شیرین هستند که معمولاً با سرطان خون در ارتباط است. لوسمی پوست تقریباً همیشه طوری به نظر می‌رسد که در زیر پوست یک توده قرار دارد و این توده شروع به رشد می‌کند و گاهی شبیه پلاک می‌شود.
از سوی دیگر، بثورات سندروم شیرین به نظر خشن و قرمز می‌آیند، درست شبیه یک واکنش آلرژیک. اگرچه بثورات در تمام بیماری‌ها از نظر خارش و اندازه مشترک هستند، اما راش‌های مرتبط با سرطان خون روز به روز گسترش می‌یابند و رشد می‌کنند.
خستگی و ضعف: شایع‌ترین علامت انواع سرطان خون است و به دنبال کمبود گلبول‌های قرمز خون ایجاد می‌شود و ترکیبی از خستگی‌های جسمی را به وجود می‌آورد. خستگی ناشی از سرطان خون به مرور زمان میل به وخیم‌تر شدن دارد.
تنگی نفس: این علامت نتیجهٔ کم‌خونی یا در موارد نادر نتیجهٔ وجود توده در قفسهٔ سینه است. افراد مبتلا در این شرایط برای تنفس دچار مشکل جدی شده  و ممکن است راه رفتن کوتاه‌مدت هم برایشان زجرآور باشد. تنگی نفس همچنین می‌تواند در اثر سرطان ریه باشد.
کبودی خودبه‌خودی و طولانی‌مدت: کبودی‌های بدون دلیل ممکن است نشانهٔ سرطان خون باشد. این کبودی‌ها ممکن است در هر جای بدن وجود داشته باشند، اما بیشتر در پاها و دست‌ها دیده می‌شوند.
لثه‌های متورم: معمولاً یکی از بارزترین نشانه‌های ابتلا به بیماری لوسمی حاد است. لوسمی یک نوع سرطان خون است که باعث تولید غیرطبیعی و بیش از حد سلول‌های سفید خونی می‌شود.
احساس پف کردن: یکی از نشانه‌های نوع مزمن لوسمی، بزرگ شدن طحال است که ممکن است منجر به کاهش اشتهای فرد مبتلا شود، زیرا به دلیل فشار وارده از سمت طحال به معده، فرد احساس سیری می‌کند و مواد غذایی کمتری مصرف می‌نماید.
درد در قسمت بالایی سمت چپ شکم: بزرگ شدن طحال ناشی از سرطان خون منجر به درد شدید در شکم می‌شود. از آنجا که طحال در قسمت چپ و بالای شکم قرار گرفته‌است، درد در این ناحیه احساس می‌شود.
تب یا لرز: بی‌قراری و لرز معمولاً در یک‌چهارم افراد مبتلا به لوسمی حاد دیده می‌شوند. در اغلب موارد، تب مکرر درجهٔ پایین نشانهٔ عفونت و ضعف دستگاه ایمنی است که ممکن است ناشی از سرطان خون باشد.
تعریق شبانه: این نوع تعریق آن‌قدر زیاد است که بستر فرد خیس می‌شود.
سردرد ضربان‌دار: این نشانه اگرچه معمول نیست، اما ممکن است نشانهٔ کم‌خونی ناشی از لوسمی یا یک مشکل تهدیدکنندهْ زندگی مانند خونریزی سر باشد.
رنگ‌پریدگی شدید: رنگ‌پریدگی غیرمعمول ممکن است نشانه‌ای از کم‌خونی در نوع حاد لوسمی و در برخی انواع مزمن آن باشد.
نشانه‌هایی همانند علائم لوکمی می‌توانند در افرادی که از اختلالات گوناگون دیگری رنج می‌برند نیز ظاهر شوند. پزشکان وقتی به لوکمی مشکوک می‌شوند که نشانه‌های نمادین آن با بزرگی لوزه در سنین بالای ۱۸ سال رخ دهد به طوری که فرد نیاز مبرم به جراحی لوزه‌برداری پیدا خواهد کرد. هنگامی شک بیشتر می‌شود که سلول‌های سفید سرطانی در لام خون محیطی دیده شود. تشخیص با آزمایش مغز استخوان قطعی می‌شود.

## انواع

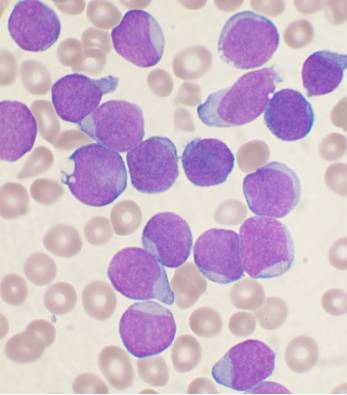
گلبول‌های سفید تراریخته در سرطان خون مزمن.

لوسمی بر اساس نوع گلبول سفید خون که دچار تراریختگی (ترانس‌ژن) و سرطان شده به دو دسته تقسیم می‌شود:
- لنفوئیدی یا لنفوبلاستی: این نوع لوسمی سلول‌های لنفاوی یا لنفوسیت‌ها را تحت تأثیر قرار می‌دهد که بافت‌های لنفاوی را می‌سازند. این بافت جزء اصلی دستگاه ایمنی بدن است و در قسمت‌های مختلف بدن از جمله گره‌های لنفاوی، طحال یا لوزه‌ها یافت می‌شود.
- میلوئیدی یا مغز استخوانی: این نوع لوسمی سلول‌های مغز استخوانی را تخت تأثیر قرار می‌دهد. سلول‌های مغز استخوان شامل سلول‌هایی است که بعداً به گلبول‌های قرمز، گلبول‌های سفید و سلول‌های پلاکت‌ساز تبدیل می‌شوند.

همچنین هر دو دستهٔ لوسمی به دو نوع حاد و مزمن تقسیم می‌شوند. بنابراین چهار نوع کلی لوسمی شناسایی شده‌است: لوسمی مزمن میلوئیدی، لوسمی حاد میلوئیدی، لوسمی مزمن لنفوئیدی و لوسمی حاد لنفوئیدی (ALL, CLL, AML, CML)

## آسیب‌شناسی
پزشکان علت دقیق لوسمی را نمی‌دانند. به نظر می‌رسد عوامل ژنتیکی و محیطی در به‌وجود آمدن این بیماری نقش داشته باشند. مانند هر سرطان دیگری، عامل مستعد و پیشتاز در ایجاد لوسمی به هم خوردن نظم تقسیم سلولی است. پژوهش‌های انجام‌شده روند بدخیمی بیماری لوسمی را به این عوامل ارتباط می‌دهند:
- ژنتیک: ناهنجاری‌های ژنتیکی نقش بسیار مهمی در رشد لوکمی در بدن دارد. برخی بیماری‌های ژنتیکی مثل سندرم داون، احتمال ابتلا به لوکمی را بالا می‌برند.
- قرار گرفتن در معرض پرتوهای یونیزه‌کننده و برخی مواد شیمیایی خاص: افرادی که در معرض پرتوهای شدید قرار گیرند مانند بازماندگان پس از حملات اتمی یا رویدادهای رآکتورهای هسته‌ای، احتمال دچار شدن به لوکمی در آن‌ها بیشتر است. قرار گرفتن در معرض برخی مواد شیمیایی خاص مانند بنزن نیز می‌تواند احتمال ابتلا به لوکمی را افزایش دهد.
- نارسایی دستگاه ایمنی طبیعی بدن
- سن در میان بزرگسالان: آمادگی ابتلا به لوسمی با افزایش سن ارتباط مستقیم دارد. افراد بالای ۵۵ سال باید بیشتر مراقب علائم هشداردهندهٔ این بیماری باشند. با این حال لوسمی می‌تواند کودکان را هم در هر سنی گرفتار کند ولی بیشتر در سنین سه تا چهار سال اتفاق می‌افتد.

## روند تشخیص
بیماری می‌تواند با شتاب یا به کندی پیشرفت کند. نزدیک ۲۵ درصد گونه‌های لوسمی در جریان یک معاینهٔ بالینی معمولی و پیش از این‌که نشانه‌های بیماری ظاهر شوند تشخیص داده می‌شوند.  پزشکان معمولاً لوسمی مزمن را با آزمایش خون ساده قبل از شروع علائم تشخیص می‌دهند. روند تشخیص می‌تواند دربرگیرندهٔ موارد زیر باشد:
- آزمایش جسمی: شناسایی نشانه‌های فیزیکی و جسمی لوسمی مثل رنگ‌پریدگی ناشی از کم‌خونی، و ورم گره‌های لنفاوی، کبد یا طحال
- آزمایش خون: شمارش تعداد گلبول‌های سفید یا پلاکت‌های خون
- آزمایش سیتوژنتیک: این آزمایش تغییرات ایجادشده در کروموزوم‌ها، ازجمله وجود کروموزوم فیلادلفیا را بررسی می‌کند.
- آزمایش نمونهٔ مغز استخوان

برای تأیید تشخیص لوسمی و تعیین نوع و میزان پیشرفت آن در بدن، نیاز به آزمایش‌های بیشتر است.

## درمان
در سال‌های اخیر، با به‌کارگیری داروهای ضدسرطان مؤثرتر، طول عمر بیماران مبتلا به لوسمی افزایش پیدا کرده‌است. این داروها موجب فروکش کردن نشانه‌های بیماری می‌گردند به‌طوری‌که نشانه‌ها در جریان درمان بیماری بدتر نمی‌شود و حتی بیماران تا اندازه‌ای درمان می‌شوند. درمان لوسمی بستگی به نوع لوسمی، وضعیت بیماری در شروع درمان، سن، سلامت عمومی و چگونگی واکنش بیمار به نوع درمان دارد که گاهی منجر به سلامت کامل این بیماران می‌شود. از مهم‌ترین عوامل در بهبود بیماری برخوردار بودن بیمار از روحیهٔ بالا جهت مقابله با این بیماری است.
شیوهٔ درمان این بیماری می‌تواند شامل موارد زیر نیز باشد:
- شیمی‌درمانی
- پرتودرمانی
- پیوند مغز استخوان و پیوند سلول‌های بنیادی که در این روش مغز استخوان فرد بیمار با مغز استخوان سالم جایگزین می‌شود تا بیمار بتواند مقادیر بالای داروهای شیمی‌درمانی یا پرتودرمانی را دریافت کند.

یافته‌های اخیر محققان دانشگاه کرنل نشان داد که با استفاده از فناوری نانولوله می‌توان سلول‌های سرطانی موجود در جریان خون را به دام انداخت. آزمایشگاه مایل کینگ این دانشگاه روی سلول‌های سرطانی تحقیق می‌کند و اخیراً از نانولوله‌های هالوسایت (HNT) به عنوان نانوساختاری برای به دام‌اندازی سلول‌های سرطانی موجود در خون استفاده کرده‌است، این سلول‌ها موجب گسترش سرطان در بدن می‌شوند. این دستاورد علمی موجب شده‌است تا امیدهای زیادی برای درمان انواع مختلف سرطان ایجاد شود.
نشریهٔ نیچر نتایج یک مطالعهٔ پزشکی در مورد لوسمی میلوئید مزمن (CML) که از نادرترین انواع سرطان خون است را منتشر و اعلام کرد که ترکیب یکی از داروهای دیابت با داروهای استاندارد درمان سرطان خون، در درمان بهتر بیماران مؤثر است. در این مطالعه ۲۴ بیمار مبتلا به CML که به درمان‌های رایج پاسخ نداده بودند، با ترکیب داروی ضد دیابت پیوگلیتازون و داروهای رایج شیمی‌درمانی، مجدداً درمان شدند. پس از ۱۲ ماه بیش از ۵۰ درصد داوطلبان بهبود یافتند و بیماری ۳ نفر پس از گذشت ۵ سال عود مجدد نداشت و ظاهراً درمان شده بود.
به‌تازگی سازمان غذا و داروی آمریکا (FDA) داروی جدید درمان سرطان خون را تأیید کرد. این دارو Empliciti نام دارد و محصول شرکت‌های دارویی Bristol-Myers و AbbVie است و دستگاه ایمنی بدن را به گونه‌ای تربیت می‌کند که با سخت‌ترین نوع بیماری سرطان خون مبارزه کند.